# Euryspongia phlogera
Euryspongia phlogera är en svampdjursart som beskrevs av de Laubenfels 1954. Euryspongia phlogera ingår i släktet Euryspongia och familjen Dysideidae.
Artens utbredningsområde är havet kring Mikronesien. Inga underarter finns listade i Catalogue of Life.